# Ischchan Tschiftdschjan
Ischchan Tschiftdschjan (armenisch Իշխան, * 1974 in Beirut, Libanon) ist ein libanesischer evangelischer Theologe armenischer Abstammung in Deutschland. Derzeit ist er Lehrbeauftragter für Armenisch an der Universität Hamburg.

## Leben
Die Großeltern Ischchan Tschiftdschjans stammten aus Sis bei Adana in Südanatolien und überlebten den Völkermord an den Armeniern nur deshalb, weil der Urgroßvater in der osmanischen Armee diente. Sie wurden aber zur Aufgabe ihrer Heimat in der Türkei gezwungen, mussten in den Libanon ziehen und wurden somit zwangsweise Teil der armenischen Diaspora.
Seit 1999 lebt Ischchan Tschiftdschjan in Leipzig, wobei er hier evangelische Theologie studiert hat. Er erklärte, dass seine neue Wahlheimat Ostdeutschland „kein Zufallsort“ sei, da es hier viele historische Bezüge der Armenier gebe. Dabei verwies er auf den Armenisch-Akademischen Verein, der Ende des 19. Jahrhunderts in Leipzig, Jena und Berlin wirkte. Zudem sei hier das erste armenische Buch in Deutschland geschrieben worden, welches 1680 in Leipzig in armenischer Sprache und auf Latein gedruckt worden sei: O Tschiftdschjan.
2010 unternahm er eine Reise in die Türkei, um den Spuren des Leidensweges seiner Großeltern im Zuge des Armeniergenozids zu folgen.
Er ist Mitglied des Zentralrats der Armenier in Deutschland.

## Positionen
Ischchan Tschiftdschjan erklärt, dass nur der Iran und Russland Armeniens Verbündete seien, da alle anderen Nachbarstaaten (vor allem die Türkei und Aserbaidschan) feindselig gegenüber der kleinen Republik Armenien, mit weniger als drei Millionen Einwohnern, eingestellt seien. Die Zahl der in Deutschland lebenden Armenier schätzt Tschiftdschjan auf 50.000 bis 60.000.
Ischchan Tschiftdschjan verlangt, dass die Türkei den Völkermord an den Armeniern anerkennt.